# Кабелл (округ, Західна Вірджинія)
Шаблон:StateAbbr_ 38°25′ пн. ш. 82°14′ зх. д. / 38.42° пн. ш. 82.24° зх. д.
Округ  Кабелл (англ. Cabell County) — округ (графство) у штаті  Західна Вірджинія, США. Ідентифікатор округу 54011.

## Історія
Округ утворений 1809 року.

## Демографія
За даними перепису 2000 року загальне населення округу становило 96784 осіб, зокрема міського населення було 74547, а сільського — 22237. Серед мешканців округу чоловіків було 46229, а жінок — 50555. В окрузі було 41180 домогосподарств, 25474 родин, які мешкали в 45615 будинках. Середній розмір родини становив 2,85.
Віковий розподіл населення поданий у таблиці:
| Стать    | До 15 років | 15-21 | 22-29 | 30-39 | 40-49 | 50-65 | 65-85 | Понад 85 |
| -------- | ----------- | ----- | ----- | ----- | ----- | ----- | ----- | -------- |
| Чоловіки | 8155        | 5609  | 5958  | 6102  | 6754  | 7580  | 5644  | 427      |
| Жінки    | 7875        | 5923  | 5767  | 6134  | 7139  | 8289  | 8092  | 1336     |

## Суміжні округи
- Галлія, Огайо — північ
- Мейсон — північний схід
- Патнем — схід
- Лінкольн — південний схід
- Вейн — південний захід
- Лоуренс, Огайо — північний захід

## Виноски
1. ↑  U.S. Decennial Census. United States Census Bureau. Архів оригіналу за 26 квітня 2015. Процитовано 9 січня 2014.
2. ↑  Historical Census Browser. University of Virginia Library. Архів оригіналу за 11 серпня 2012. Процитовано 9 січня 2014.
3. ↑  Population of Counties by Decennial Census: 1900 to 1990. United States Census Bureau. Архів оригіналу за 3 червня 2013. Процитовано 9 січня 2014.
4. ↑  Census 2000 PHC-T-4. Ranking Tables for Counties: 1990 and 2000 (PDF). United States Census Bureau. Архів оригіналу (PDF) за 18 грудня 2014. Процитовано 9 січня 2014.
5. ↑  State & County QuickFacts. United States Census Bureau. Архів оригіналу за 7 липня 2011. Процитовано 9 січня 2014.(англ.) Наведено за англійською вікіпедією.
6. ↑  American FactFinder. Бюро перепису населення США. Архів оригіналу за 29 липня 2011. Процитовано 31 січня 2008.

| США | Це незавершена стаття з географії США. Ви можете допомогти проєкту, виправивши або дописавши її. |